# Эгенольф, Кристиан
Кристиан Эгенольф (нем. Christian Egenolff; 26 июля 1502, Хадамар, ландграфство Гессен — 9 февраля 1555, Франкфурт-на-Майне) — немецкий книгопечатник и издатель, первый крупный типограф Реформации. Представитель позднего немецкого Возрождения.

## Биография
В 1516 году начал изучать гуманитарные науки в университете Майнца. Там же на родине книгопечатания обучился ряду ремёсел, связанных с книжным производством. Самым технологически сложным было литьё шрифтов из различных сплавов; для того чтобы овладеть им в совершенстве, Эгенольф отправился (видимо, в 1524 году) в Страсбург, к издателю Вольфгангу Кёпфелю. В 1528 году открыл собственную мастерскую, но уже в конце 1530 года был вынужден покинуть признанный европейский центр книжного производства и переехать во Франкфурт-на-Майне.
Там конкуренция отсутствовала, а спрос на книжную продукцию был велик.
После открытия издательства Эгенольфа книжное производство во Франкфурте уже никогда не прерывалось. Кроме того, на протяжении нескольких лет работали филиалы в Аугсбурге и Марбурге, где Эгенольф был даже официальным университетским издателем.
За 25 лет своей деятельности издал более 45 наименований книг, выпущенных его издательством в Страсбурге, около 90 — в Марбурге и свыше 430 во Франкфурт-на-Майне, при том что эти данные скорее всего не полны. В иллюстрировании его изданий часто принимали участие художники Ханс Зебальд Бехам и Виргиль Солис. В искусстве изготовления шрифтов Эгенольф также достиг больших успехов: большинство современных ему германских типографий заказывало шрифты у него.
Как и другие издатели той эпохи, Эгенольф имел свои выраженные тематические предпочтения. Особенно охотно (и коммерчески успешно) он издавал книги по ботанике, медицине, а также по богословию; популярны были справочники франкфуртских законов, вышедшие в типографии Эгенольфа в более позднюю эпоху. Больше всего его издательство прославилось своими нотными публикациями, для чего авторы модифицировали заимствованные из Франции стандарты печатной нотной грамоты, что внесло значительный вклад в формирование современного нотного письма.
В 1535 году напечатал немецкую Библию и собственный сборник «Хроники». В последующие годы Эгенольф опубликовал работы таких выдающихся авторов, как Ганс Сакс, Себастьян Мюнстер, Филипп Меланхтон, Себастьян Франк и других.
Наиболее ценным наследием типографии Эгенольфа являются два 4-голосных сборника песен: „Gassenhawerlin“ и „Reuterliedlin“ от 1535 г. 
Его дочь Магдалена вышла замуж за Адама Лоницера, одного из сотрудников Эгенольфа. Лоникер стал руководителем издательства после смерти Эгенольфа, опубликовав не менее четырех изданий Kräuterbuch между 1557 и 1577 годами. Эта книга стала настолько популярной и известной, что переиздавалась в 1783 году в Аугсбурге, более чем через 200 лет после первоначального выпуска.
- Торговая марка издательства Эгенольфа
- Гербарий (Herbarum, arborum, fruticum, frumentorum ac leguminem)
- Титульный лист издания книги «Theuerdank».1553